# Saison 3 des Sirènes de Mako
Chronologie
Saison 2
Cet article présente le guide des épisodes de la troisième saison de la série télévisée australienne Les Sirènes de Mako (Mako Mermaids).
La série est diffusée sur la plate-forme de streaming Netflix le 27 mai 2016 en langue anglaise et à partir du 30 décembre 2017 sur France Ô en langue française.

## Synopsis
Quand une sirène chinoise nommée Weilan libère accidentellement un dragon d'eau, elle fuit à l'île de Mako avec la créature à sa poursuite. Les sirènes Ondina, Mimmi et Weilan doivent défendre l'île de Mako et la Gold Coast de la destruction.

## Distribution
- Jeter Kerith Atkinson : Rita
- Chai Romruen : Zac Blakely
- Isabel Durant : Ondina
- Allie Bertram : Mimmi
- Dominic Deutscher : Cam
- Linda Ngo : Weilan[3]

## Liste des épisodes

### Épisode 1: Nouvelle recrue
Weilan, une sirène chinoise, a accidentellement libéré un dragon d'eau qui débarque à Mako avec elle. Le banc doit fuir. Ondina, Mimmi et Evie rencontrent le dragon d'eau un soir de pleine lune.

### Épisode 2:Il faut le voir pour le croire
Ondina n'apprécie pas Weilan. Elle veut trouver un moyen pour vaincre le dragon d'eau pour que le banc revienne. Chris et son amie plongent près de Mako et trouve le bassin lunaire. Ondina donnait des cours et finit par se sauver avant qu'ils la voient en sirène.

### Épisode 3:Recette miracle
Mimmi et Ondina préparent une recette de guimauve du nord. Chacune prépare sa recette. Celle de Mimmi est délicieuse, mais Ondina s'est trompée dans la recette. Au lycée, Weilan est la première de la classe. Zac lui demande de partager ses connaissances. Weilan accepte. Mais le sort ne fonctionne pas correctement. Le lendemain leurs cheveux, leurs voix s'échangent. Au lycée, le sort prend effet : Zac présente l'examen en à peine cinq minutes mais Weilan n'arrive pas à achever le sien.

### Épisode 4:A la rescousse!
Ondina montre à Evie comment déplacer les objets avec la bague lunaire. Ondina insiste sur le fait que la magie de la bague lunaire est à manier avec sagesse mais Weilan lui fait entendre le contraire en lui rappelant son enfance. Evie tente un sortilège sur sa serpillière pour éviter de faire le ménage elle-même. Mais la serpillière devient incontrôlable. Mimmi, Ondina et Weilan la détruisent. Joe veut fermer le Ocean Café pour faire des économies. Cam va tenter de lui faire changer d'avis.

### Épisode 5:La Boîte à secret
Weilan trouve une boîte permettant au dragon de se mettre dedans. Mais Poséidon, le chat de Rita, se retrouve coincé dedans. En cours, madame Strumble confisque la boîte à Weilan et, à son tour, elle se retrouve dans la boîte. Weilan arrive à ouvrir la boîte. Heureusement, madame Strumble ne se souvient de rien.

### Épisode 6:Savoir retomber sur ses pieds
La leçon autour de la bague lunaire d'Ondina a mal tournée. Voilà que Ondina flotte avec Weilan dans l'air. Au parc marin, Mimmi découvre la raison de la détresse d'un dauphin sauvé.

### Épisode 7:Jalousie
Zac supplie Weilan de lui apprendre un sort de l'Est que peu ont maîtrisé. Il espère l'utiliser contre le dragon. Evie les voit ensemble et comprend mal. Joe trouve une bulle d'eau. Quand Ondina entre dans la réserve du café, la bulle d'eau se projette sur elle.

### Épisode 8:Le Chemin du dragon
La veille de la pleine lune, Ondina et Mimmi défient les ordres de Veridia. Evie s'inquiète quand elle voit Zac et Weilan de nouveau ensemble. Touchée par un souffle du dragon d'eau, Evie perd sa queue.

### Épisode 9:Une sirène en moins
Ondina commence à blâmer Weilan pour la perte de la queue d'Evie, alors Weilan se sent responsable. Pendant ce temps, Mimmi et Ondina combinent leurs pouvoirs pour tenter de rétablir la queue et les pouvoirs d'Evie. Comme cela ne fonctionne pas, Evie donne sa bague lunaire à Rita. Auparavant, Rita avait donné la sienne à Nixie.

### Épisode 10:Voyage dans le temps
Zac trouve un magnifique coquillage ; ce coquillage exauce les souhaits. En parlant de son enfance, il envoie accidentellement les trois sirènes dans le passé.

### Épisode 11:Perdu Et Trouvé
Alors qu'Ondina enseigne aux petites sirènes à marcher sur la terre, son élève la plus rapide tente de lui faire une blague en se cachant dans la forêt. Mais en voyant Chris et son ami débarquer, elle part en courant.

### Épisode 12:Premier rendez-vous
Lorsque Mimmi et Chris vont à un rendez-vous à la plage, Ondina va très loin pour la protéger. Cam essaie d'attirer les clients les plus haut de gamme au café.

### Épisode 13:Couper le cordon
Mimmi et Zac sont surpris par une vision mystérieuse, pourtant étrangement familière. Le double rôle de Cam en tant que patron et petit ami de Carly devient difficile à gérer.

### Épisode 14:Mauvais thé
Weilan fait du mauvais thé pour Rita en utilisant un accélérateur de croissance magique.

### Épisode 15:La Légende de Jiao Long
Un artefact inestimable découvert par un chasseur en haute mer fournit un indice. Il donne un moyen de vaincre le dragon de l'eau. C'est un bracelet dragon que Rikki Chadwick a trouvé dans les profondeurs de la mer de Chine orientale. Mimmi, Ondina et Weilan pensent que les humains ne peuvent pas nager dans ces profondeurs. Elles se rendent compte que Rikki Chadwick est une sirène.
Rikki vient de la série d'origine (H2o).

### Épisode 16:Retrouvailles
Zac et Mimmi ont à nouveau une vision. Cette fois elle leur parle. Weilan apprend un nouveau détail à propos de la légende du dragon qui suggère que Nerissa est encore en vie. Rikki Chadwick leur a donné finalement le bracelet dragon pour l'utiliser afin de vaincre le dragon d'eau au retour de Nerissa.